# Aartsbisdom Szczecin-Kamień

Bisdommen in Polen
30. Aartsbisdom Szczecin-Kamień
31. Bisdom Koszalin-Kołobrzeg
32. Bisdom Zielona Góra-Gorzów

Het aartsbisdom Szczecin-Kamień (Latijn: Archidioecesis Sedinensis-Caminensis, Pools: Archidiecezja Szczecińsko-Kamieńska) is een in Polen gelegen rooms-katholiek aartsbisdom met zetel in de stad Szczecin. De aartsbisschop van Szczecin-Kamień is metropoliet van de kerkprovincie Szczecin-Kamień waartoe ook de volgende suffragane bisdommen behoren:
- bisdom Koszalin-Kołobrzeg (Koszalin/Kołobrzeg)
- bisdom Zielona Góra-Gorzów (Zielona Góra/Gorzów Wielkopolski)

## Geschiedenis
Op 28 juli 1972 stichtte paus Paulus VI met de apostolische constitutie Episcoporum Poloniae coetus uit voormalige gebieden van het bisdom Berlijn de nieuwe bisdommen Szczecin-Kamień en Koszalin-Kołobrzeg. Deze gebieden waren na de Tweede Wereldoorlog tijdens de Conferentie van Potsdam toegewezen aan Polen. In 1972 werd dit besluit door het Verdrag van Warschau geratificeerd. De bisdommen werden als suffragane bisdommen onder het aartsbisdom Gniezno geplaatst. De naam herinnert nog aan het historische prinsbisdom Kammin (1217–1648). De hoofdkerk van het aartsbisdom is de Jakobskathedraal in Szczecin. In 1983 werd deze kerk verheven tot basilica minor. Cokathedraal is de Dom Sint-Johannes in Kamień Pomorski. Op 25 maart 1992 werd het bisdom door paus Johannes Paulus II met de apostolische constitutie Totus Tuus Poloniae populus tot aartsbisdom verheven.

## Bisschoppen
- 1972–1978 Jerzy Stroba
- 1979–1992 Kazimierz Jan Majdański (vanaf 1992 aartsbisschop)

### Aartsbisschoppen
- 1992 Kazimierz Jan Majdański (tot 1992 bisschop)
- 1992–1999 Marian Przykucki
- 1999–2009 Zygmunt Kamiński
- 2009-2024 Andrzej Dzięga

### Hulpbisschoppen
- 1974–2007 Jan Stefan Gałecki (titulair bisschop van Maiuca)
- 1980–1996 Stanisław Stefanek (titulair bisschop van Forum Popilii)
- 1989–2013 Marian Błażej Kruszyłowicz OFMConv (titulair bisschop van Hadrumetum)

## Afbeeldingen

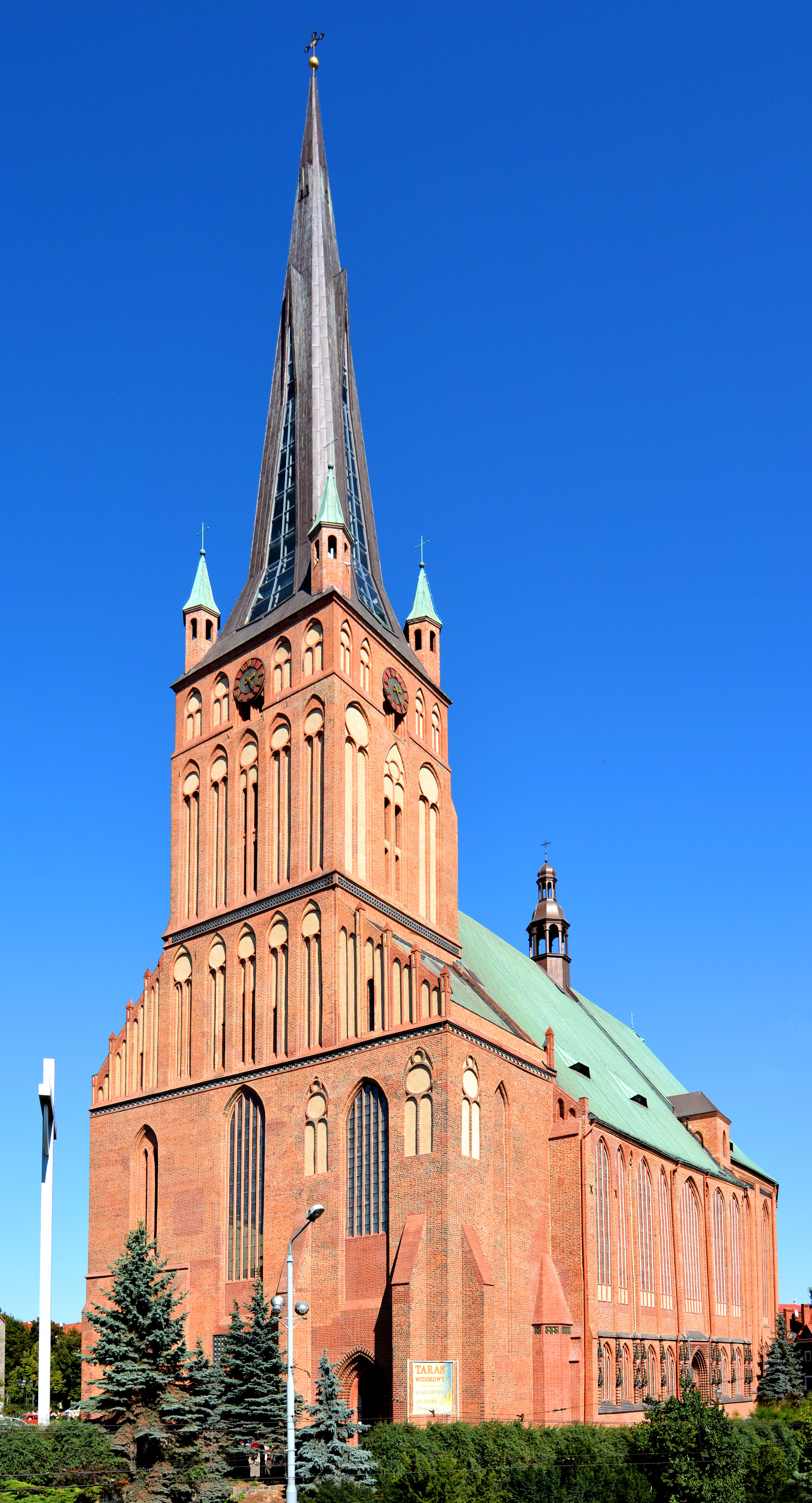
Jakobskathedraal in Szczecin
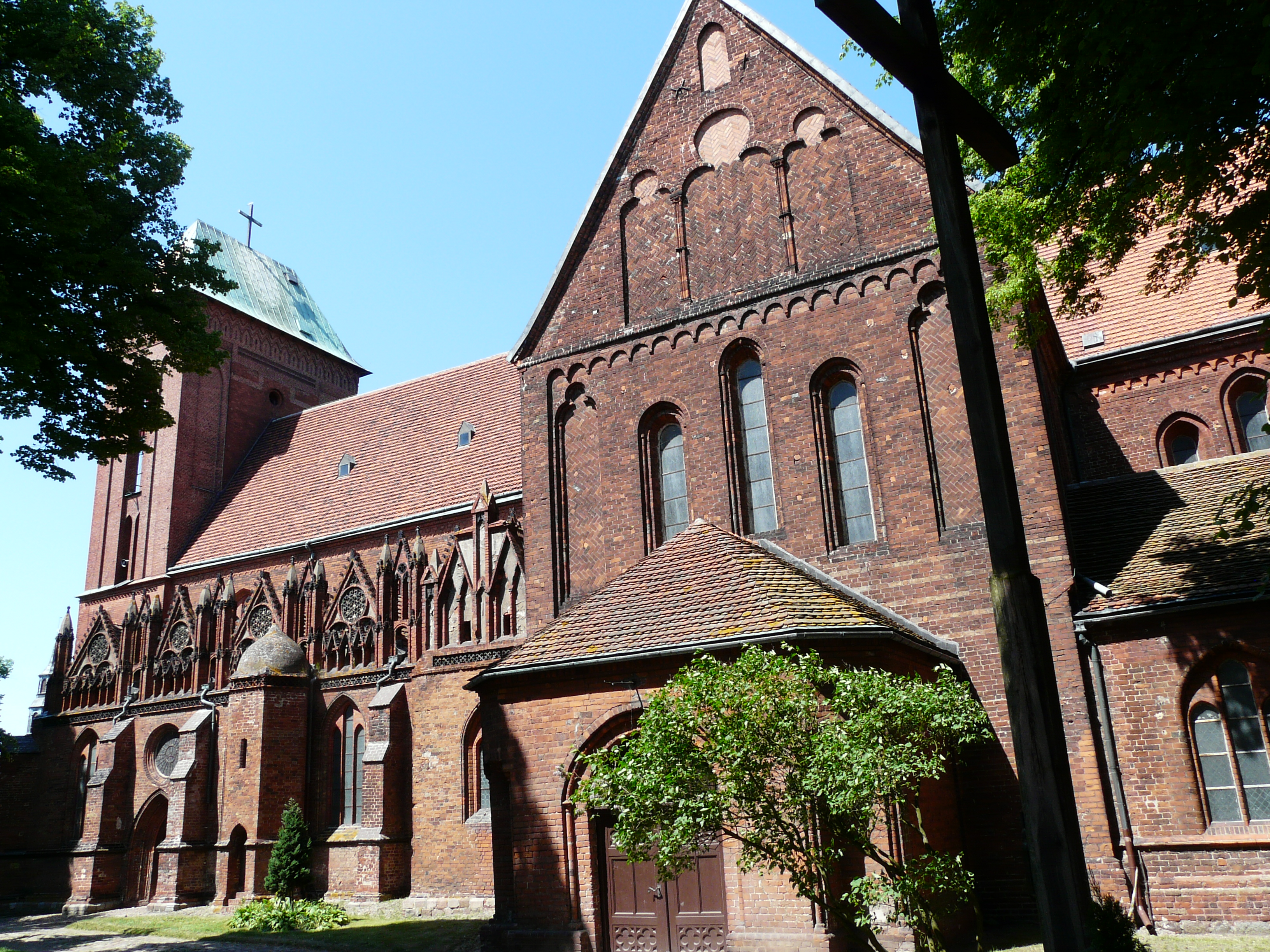
Kathedraal van Kamień Pomorski
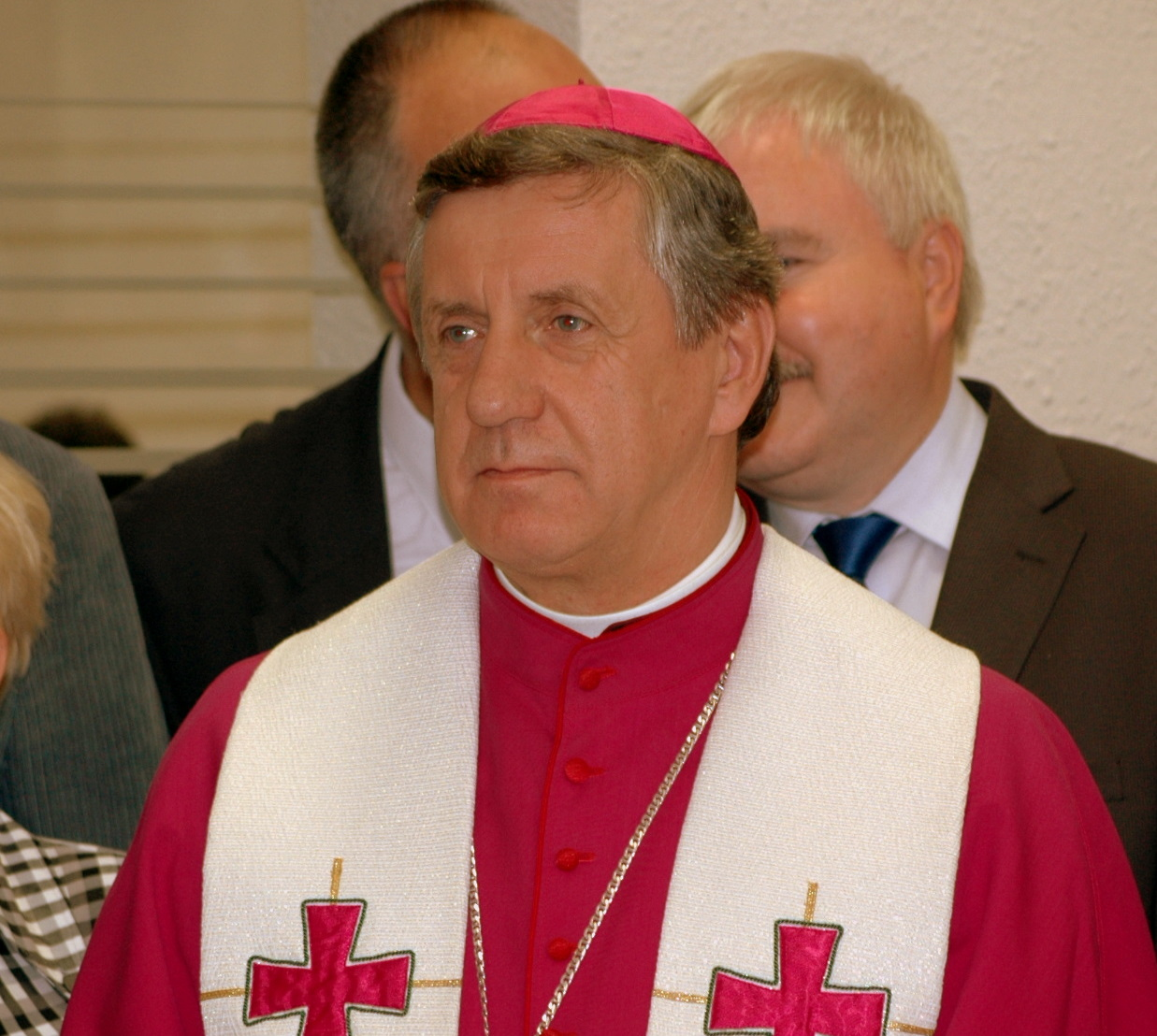
Aartsbisschop Dzięga